# Alhóndiga
Alhóndiga ist ein Ort und eine Gemeinde (municipio) mit 176 Einwohnern (Stand: 2024) im Südwesten der Provinz Guadalajara in der Autonomen Gemeinschaft Kastilien-La Mancha. 

## Lage und Klima
Alhóndiga liegt in einer Höhe von ca. 950 m in der Kulturlandschaft der Alcarria. Die Entfernung zur westnordwestlich gelegenen Provinzhauptstadt Guadalajara beträgt ca. 29 Kilometer (Fahrtstrecke). Das Klima ist gemäßigt bis warm; Regen fällt übers Jahr verteilt.

## Bevölkerungsentwicklung
| Jahr      | 1970 | 1981 | 1991 | 2001 | 2011 | 2021 |
| Einwohner | 507  | 342  | 272  | 238  | 206  | 158  |

## Sehenswürdigkeiten
- Johannes-der-Täufer-Kirche